# Pterolophia pseudomucronata
Pterolophia pseudomucronata är en skalbaggsart som beskrevs av Stefan von Breuning 1943. Pterolophia pseudomucronata ingår i släktet Pterolophia och familjen långhorningar.
Artens utbredningsområde är Liberia. Inga underarter finns listade i Catalogue of Life.